# Igreja Presbiteriana Cumberland na América
A Igreja Presbiteriana Cumberland na América - IPCA (em inglês Cumberland Presbyterian Church in America) é uma denominação protestante, formada nos Estados Unidos em 1874, por um grupo de igrejas de membros predominantemente negros, que se separaram da Igreja Presbiteriana Cumberland.
Se diferencia de outras denominações presbiterianas por adotar o Arminianismo e não o Calvinismo. Além disso, é a única denominação predominantemente negra do Presbiterianismo nos Estados Unidos.
A partir de 2019 está em processo de reunificação com a Igreja Presbiteriana Cumberland.

## História
No Século XVIII, diversas igrejas protestantes se dividiram nos Estados Unidos por conta da segregação racial nos Estados Unidos.
Em 14 de maio de 1874, cerca de 30.000 membros negros da Igreja Presbiteriana Cumberland desejaram formar uma nova denominação separada. Sendo assim, se reuniram em Nashville, Tennessee, e organizaram o que foi por muitos anos chamado de Segunda Igreja Presbiteriana Cumberland.
Posteriormente, o nome da denominação foi modificado para Igreja Presbiteriana Cumberland na América.
Todavia, com o passar dos anos a igreja passou a enfrentar o declínio do número de membros.

### Plano de reunificação
Em junho de 2012, as Assembleias Gerais da Igreja Presbiteriana Cumberland na América e a Igreja Presbiteriana Cumberland formaram uma Força-Tarefa de Unificação para traçar planos para a união orgânica das duas denominações.
Em junho de 2014, as Assembleias Gerais da Igreja Presbiteriana Cumberland na América e a Igreja Presbiteriana Cumberland aprovaram que um Plano Proposto de União fosse disponibilizado a indivíduos, congregações, presbitérios, sínodos e conselhos e agências denominacionais para estudo e resposta. 
Em junho de 2016, as Assembleias Gerais da Igreja Presbiteriana Cumberland na América e da Igreja Presbiteriana Cumberland aprovaram que o Plano de União revisado fosse disponibilizado para estudo e resposta de ambas as denominações.
Em junho de 2019, as Assembleias Gerais das duas denominações aprovaram o Plano de União. O plano foi enviado a todos os presbitérios de ambas as denominações para sua aprovação e aguarda ratificação deles para ser implementado.

## Demografia
A denominação atingiu seu pico de número de membros entre 1944 e 1959. Em 1996, tinha 15.142 membros.
Em 2020, a denominação tinha 14.473 membros, em 111 congregações.
Em 2022, a denominação era formada por 113 igrejas.

## Doutrina
A denominação adota a mesma confissão de fé que a Igreja Presbiteriana Cumberland, a denominação da qual se separou. Entre as doutrinas expressas nela estão: Trindade; Diofisismo; Arminianismo; Graça Comum; Queda e Pecado original; Graça preveniente; Expiação ilimitada; Justificação pela fé; Dois sacramentos (Batismo e Eucaristia), Pedobatismo e a Guarda do Domingo como "sábado cristão".
É uma denominação progressista e admite a ordenação de mulheres.

## Relações intereclesiásticas
A denominação é membro da Comunhão Mundial das Igrejas Reformadas.